# Decodon verticillatus
Decodon verticillatus är en fackelblomsväxtart som först beskrevs av Carl von Linné, och fick sitt nu gällande namn av Ell.. Decodon verticillatus ingår i släktet Decodon och familjen fackelblomsväxter. Inga underarter finns listade i Catalogue of Life.

## Bildgalleri

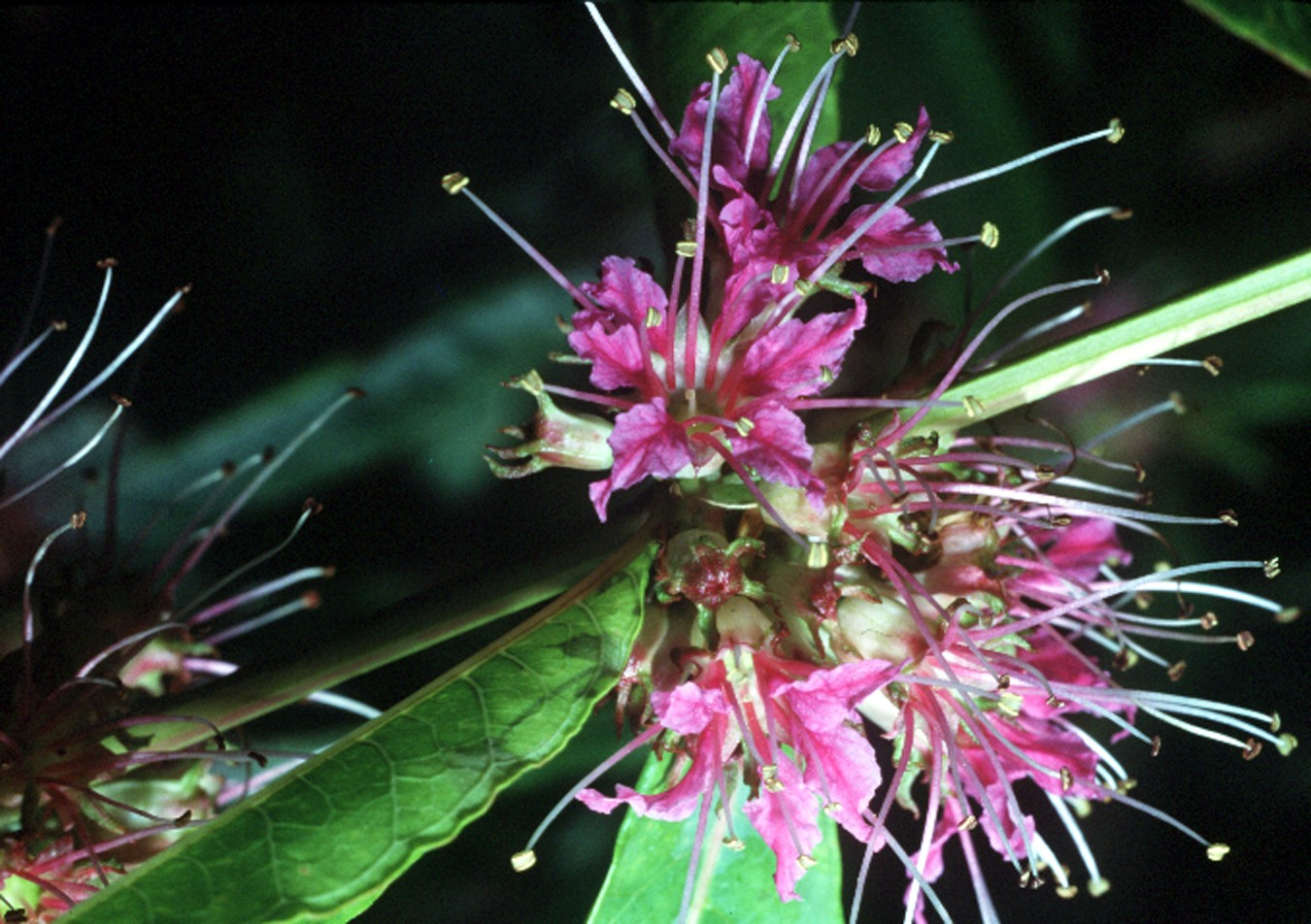
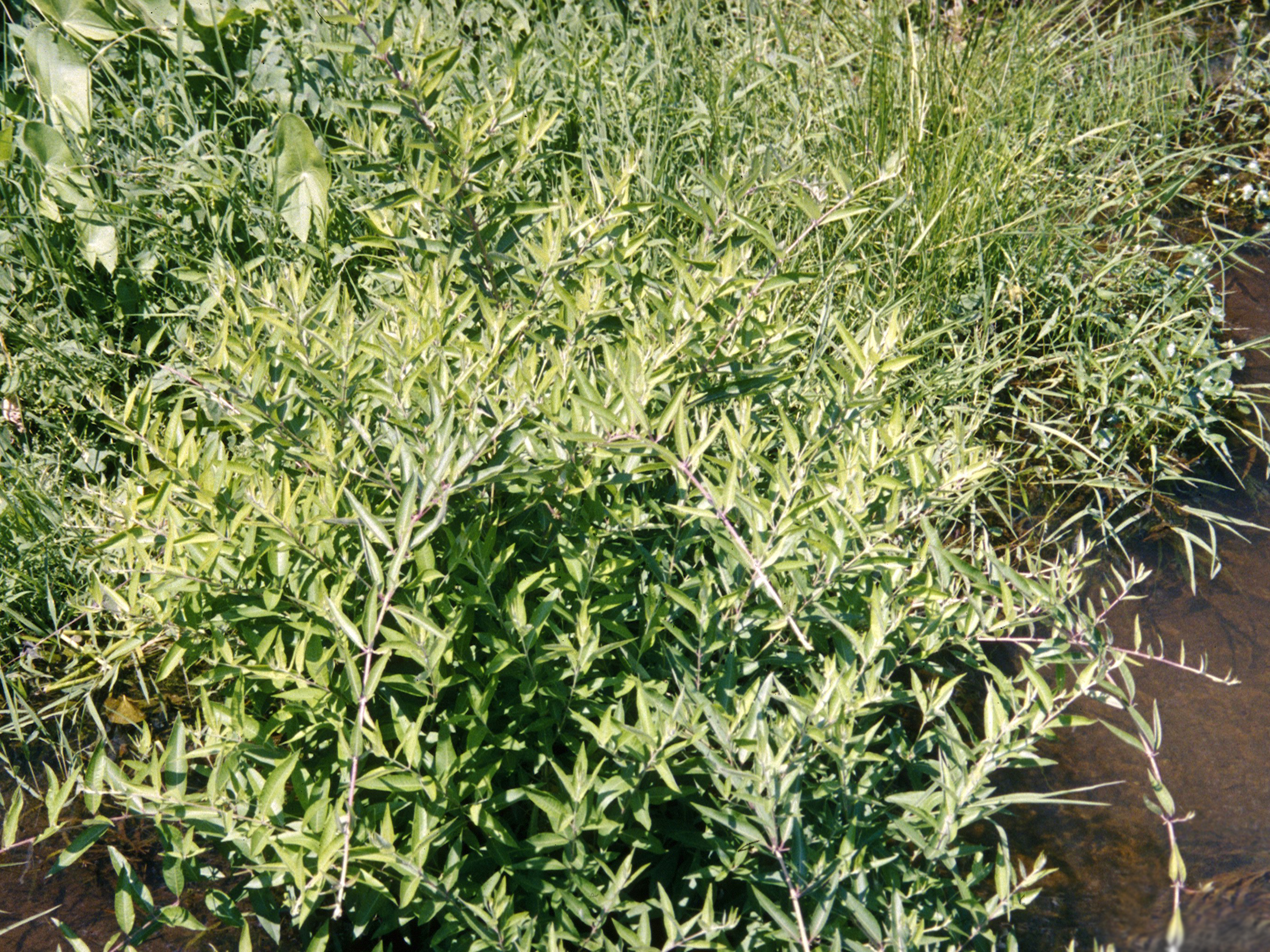